# Tony Silver
David Anthony "Tony" Silver (Nueva York, 15 de abril de 1935 – Los Ángeles, 1 de febrero de 2008) fue un director de documentales estadounidense, conocido por haber dirigido el documental Style Wars.

## Biografía
David Anthony Silver nació en Manhattan el 15 de abril de 1935. Entró a estudiar en la Universidad de Columbia como Ford Foundation. Fue creador de tráilers y otros materiales promocionales para películas y televisión, incluido un tráiler de Platoon de Oliver Stone, que ganó un Premio Clio en 1986. Dirigió en el documental de 1983 Style Wars, uno de los primeros relatos de la cultura hip-hop que documentó las vidas de los artistas del grafiti del metro de la ciudad de Nueva York a principios de la década de 1980. La película ganó el Gran Premio del Jurado en el Festival de Cine y Vídeo de los Estados Unidos, un precursor del Festival de Cine de Sundance.
Silver también realizó el documental Marshall Arisman: Facing the Audience, sobre el artista Marshall Arisman.
Silver falleció en su casa de Los Ángeles el 1 de febrero de 2008. Se casó con la productora y posteriormente directora del Fondo Nacional para las Artes Joan Shigekawa. Su hija Mariko Silver acabó siendo CEO de la Henry Luce Foundation.